# Луј XIV
Луј XIV (фр. Louis XIV; дворац Сен Жермен ан Ле, 5. септембар 1638 — дворац Версај, 1. септембар 1715) био је краљ Француске из династије Бурбона од 1643. до 1715, син Луја XIII и Ане Аустријске. Постао је краљ 14. маја 1643, неколико месеци пре петог рођендана. У његово име је владала као регент његова мајка Ана Аустријска, која је главнину власти предала кардиналу Мазарену. Након смрти председника владе кардинала Мазарена 1661. Луј XIV је преузео особну контролу над владом.
Владавина Луја XIV, познатог као Краљ Сунце (фр. Le Roi Soleil) или Велики Луј (фр. Louis le Grand) трајала је 72 године. Била је то најдужа владавина у европској историји. Ојачао је моћ и утицај Француске у Европи. Француска је у доба његове владавине ратовала у три велика рата: Француско-холандски рат, Рат Велике алијансе и Рат за шпанско наслеђе. Учествовала је и у два мања рата: Деволуциони рат и Рат за реуједињења.
Политичку и војна сцену Француске током његова живота чиниле су такве личности као кардинал Мазарен, Никола Фуке, Жан Батист Колбер, Мишел Летелије, Лувоаз, Велики Конде, Анри Тирен, Вобан, маршал Вилар и Турвил. Док је владао Француска је постигла не само политичку и војну надмоћ, него је доминирала и културом са различитим личностима као што су били Молијер, Жан Расин, Жан де Лафонтен, Шарл Лебрен , Жан Батист Лили, Јасент Риго, Андре Ленотр, Клод Перол и Жил Арден-Мансар. Културна достигнућа тих људи допринела су престижу Француске, њеног народа, језика и краља.
Луј XIV је успешно радио на стварању централизоване државе, у којој се владало из престонице. Створио је модерну државу од дотада расцепкане феудалне државе. Луј XIV је постао пример апсолутистичког владара. Често му се приписује фраза „Држава, то сам ја“ (фр. L'État, c'est moi), иако историчари сматрају да су му то вероватно пришили политички противници, као стереотипан начин потврде његовог апсолутизма. Сасвим супротно од тога, Луј је на самрти рекао „Ја умирем, али држава ће увек остати“. (фр. Je m'en vais, mais l'État demeurera toujours).

## Младост
Луј XIV је рођен 1638. након 23 године брака његових родитеља Луја XIII и Ане Аустријске. Сматрали су га божјим даром, па је због тога крштен под именом Луј Дједоне (фр. Louis-Dieudonné) (Дједоне значи на француском богом дан). Добио је титулу Први син Француске, као и традиционалну титулу дофена. Лујевим венама је текла крв многих европских краљевских династија.
Његови деда и баба по оцу су били Француз Анри IV и Италијанка Марија Медичи. Са мајчине стране деда и баба су били Хабзбурзи Филип III од Шпаније и Маргарета од Аустрије.
Луј XIII и Ана Аустријска добили су 1640. и друго дете, Филипа I, војводу од Орлеана. Луј XIII није веровао да ће његова жена добро владати када он умре. Због тога је одредио регентско веће, које ће владати у име његова сина док не постане пунолетан. На чело већа је поставио Ану од Аустрије, али постојање регентског већа је умањивало њену власт. Када је умро Луј XIII 14. маја 1643. Луј XIV је постао краљ. Ана Аустријска је у скупштини поништила тестамент Луја XIII, па је она постала једини регент. Она је главнину власти предала кардиналу Мазарену. Кардинал Мазарен је био омражен јер је био страног порекла. Био је Италијан, који је прихватио француско држављанство.
Тридесетогодишњи рат је био завршио 1648. Вестфалским миром. Вестфалски мир је великим делом дело кардинала Мазарена. Тим миром осигурана је независност Холандије од Шпаније и независност немачких државица од цара. Шведска је тада била на врхунцу моћи по утицају на немачкој и европској сцени. Међутим Француска је највише добила Вестфалским миром. Француска је добила Мец, Тул и Верден. Од Хабзбурговаца је добила Алзас без Стразбура. Добила је и глас у немачком Рајхстагу. Мале немачке државе су биле спремне да се ставе под француску заштиту и изађу из моћног хабзбуршког утицаја. Вестфалски мир је представљао пораз за Хабзбурге, јер је смањио њихов утицај у Светом римском царству. Раскинута је идеја да Свето римско царство има највећи духовни утицај у хришћанском свету. Од Вестфалског мира националне државе постају највиши ниво власти.
При завршетку Тридесетогодишњег рата избио је грађански рат Фронда, који је спречавао Француску да потпуно искористи све предности Вестфалског мира. Фронда је најпре тражила да се заштите традиционалне феудалне слободе од све јаче централизације краљевске власти. С друге стране кардинал Мазарен је наставио са политиком централизације, коју је започео његов претходник кардинал Ришеље. Настојали су повећати моћ круне на рачун племства и парламента, који је тада био судска власт. Мазарен је 1648. настојао да опорезује чланове парламента у коме су углавном били племићи и високо свештенство. Чланови парламента су то одбили и наредили су да се спале и ранији финансијски едикти кардинала Мазарена. Када се кардинал Мазарен осећао ојачан вестима о победи великог Кондеа код Ленса наредио је да се ухапсе поједини чланови парламента. У Паризу је због тога избила побуна. Руља љутих Парижана је продрла у краљевски дворац и захтевала је да види краља. Одведени су у краљевску собу, где се млади Луј XIV претварао да спава. Када су то видели отишли су. Ана Аустријска је била уплашена могућом опасношћу за краљевску породицу и монархију, па је напустила Париз са младим Лујем и дворјанима. Убрзо после тога потписан је Вестфалски мир, па се могла вратити француска војска под командом великог Кондеа. До јануара 1649. Конде је опседао Париз и после потписаног споразума у Риеју привремено је окончан сукоб.
Након што је завршила прва Фронда започела је друга Фронда 1650. Друга фаза Фронде нема много везе са првом фазом фронде, која је била карактеристична по парламентарним захтевима. Друга фронда или Фронда племића трајала је од 1650. до 1653. Започела је тако што је Мазарен ухапсио Великог Кондеа и неколико његових пријатеља. Конде је до краја рата био лојалан, али кад се рат завршио показао је неслагање за политику, коју је водио Мазарен. Ухапшени су били Велики Конде, његов брат Арман Бурбон, принц од Контија. Тај пут оружану побуну је повео Анри Тирен, који је дотад био лојалан војсковођа. Одлучио је да спаси своје пријатеље, брађу од Кондеа. У побуни, која је уследила учествовало је много племића, укључујући и једног кардинала. Тирен се борио уз шпанску помоћ. Крајем децембра 1650. је био поражен, па је тражио и добио краљевску амнестију. Кондеови су били ослобођени 1651, а побуна се смирила. Следило је неколико месеци мира, па се двор вратио у Париз. Рат је поново почео крајем 1651. Тада је Велики Конде уз помоћ Шпанаца ратовао против краљевске војске, коју је предводио Анри Тирен. Како се ближило време краљеве пунолетности и крунисања, тако је слабила побуна Фронде. присталице Фронде су наводно ратовали у име правих интереса малолетног краља, а против мајке регента и кардинала Мазарена. Млади краљ је због тих времена побуне био испуњен сталним неповерењем у племство.

## Крај рата и лична власт
Наставио се рат са Шпанијом, који је трајао до 1659. Француска је добила војну помоћ од Енглеске, којом је тада владао Оливер Кромвел. Англо-француска војска је победила 1658. у бици на динама. После тога дошло је до мировних преговора и Споразума о Пиринејима или Пиринејског мира, који је потписан 1659. Тим споразумом је одређена граница Шпаније и Француске на Пиринејима. Према том споразуму Луј XIV је опростио Великом Кондеу учешће у рату против Француске, а Шпанија је предала цели Русијон и бројне провинције и градове у Шпанској Низоземској. Пиринејски мир означава нарушавање равнотеже сила у Европи слабљењем Шпаније и успоном Француске.
Један од чланова тога споразума је био да се француски краљ Луј XIV ожени Маријом Терезом, кћерком Филипа IV од Шпаније. По члану тога споразума Шпанија је требало да плати огроман мираз од 500.000 златних екуа у три рате. Венчали су се 9. јуна 1660. у цркви у Сен жан де Лизу на граници Шпаније и Француске. Према споразуму о венчању један од услова споразума је да ће Марија Тереза од Шпаније бити задовољна миразом и да неће тражити никаква друга права. То је значило да када Шпанија плати мираз да Марија Тереза и њени наследници неће полагати права на територије шпанске монархије. Пошто је Шпанија у то време била у банкроту и никад није у потпуности исплатила мираз није вредело одрицање права Марије Терезе на шпанске територије. Француска круна због тога је сматрала да може полагати право на шпанске територије, јер мираз није исплаћен.
Француска благајна је после дугога рата била потпуно празна. Након смрти председника владе кардинала Мазарена 1661. Луј XIV је преузео особну контролу над владом. Никола Фуке је у доба Луја постао суперинтендант финансија. Пошто је настојао да се домогне моћи какву су некад имали кардинал Ришеље или кардинал Мазарен Луј га је сменио 1665. Поставио је Жана Батиста Колбера као општег контролора финансија у Француској.
Почетак Лујеве самосталне владавине карактеризован је серијом административних и фискалних реформи. Колбер је успео да смањи државни дуг ефикаснијим опорезивањем. Главни начини опорезивања су били царине, порези на сол и порези на земљу. Колбер је повећао ефикасност сакупљања пореза. Још увек је племство и свештенство било изузето од опорезивања. Постојао је и низ планова да се Француска ојача трговином и индустријом. Његова администрација је положила темеље новим индустријама и охрабрила је производњу и проналазаче. У Лиону се развила производња свиле, а потакао је и производњу гоблена. Доводио је професионалне произвођаче и уметнике из целе Европе. Довео је произвођаче стакла из Милана, раднике за железо из Шведске или градитеље бродова из Холандије. На тај начин смањивао је зависност Француске од стране увозне робе, а повећавао је француски извоз, односно смањивао је одлив злата и сребра из Француске. Колбер је учинио побољшања у морнарици да би повећао француски поморски престиж и да би добио контролу на морима у условима рата или мира. Осим тога побољшао је и трговачку морнарицу да би смањио холандску контролу над француском трговином. Ископани су или побољшани бројни канали по Француској, тако да су се смањили трошкови транспорта роба у краљевини. Ван Француске Колбер је подржавао и охрабривао развој колонија у Америци, Африци и Азији не само да би направио тржиште за француски извоз, него и да би обезбедио сировине за француску индустрију. Познат је као један од оснивача економске политике познате као меркантилизам. Колберова политика је повећала приход француске државе.
Колбер, његова породица и савезници су водили рачуна о економији и трговини. Друга фракција на двору на чијем челу су били Мишел Летелије и његов син маркиз од Лувоаза су водили рачуна о војним питањима. Луј XIV је створио двије фракције да би се један борила против друге. Једна фракција је надзирала другу, а ниједна није могла добити довољно мочи да дестабилизира власт Луја XIV. Летелије и Лувоаз су имали значајну улогу у влади да сузбијају дух независности племства на двору и у војсци. Прошли су били дани када су генерали без обзира на ширу политичку и дипломатску слику продужавали рат на границама, одбијали наређења, која су долазила из престонице, свађали се међусобно за положај и статус. Прошла су била и времена када је само стара аристократија могла добити положај и чин у војсци. Лувоаз је настојао да модернизује војску и организовао ју је у нову, професионалну, дисциплиновану и добро тренирану силу. Посветио се да војсци обезбеди благостање и морал. Као и Колбер и Лувоаз је био изузетно марљив. Лувоаз је био један од највећих министара одбране што их је Француска икад имала.
Луј XIV је вршио сталне реформе закона. Велики законик и за грађанско право и кривични законик формулисан је као Лујев закон (фр. Code Luis, ordonnances  sur la réformation de la justice civile et criminelle). Тај законик је играо велику улогу у француској правној историји и представљао је базу за каснији Наполеонов законик (фр. Code Napoléon), који је био база за модерне француске законе. Луј је настојао да обезбеди у Француској јединствен законодавни систем. Дотад су постојала у Француској два законодавна система. На југу је био римски закон, а на северу обичајни законик. Закон за шуме је настојао контролисати и надгледати шумарство у Француској и заштити шуме од уништења. Црни законик је увео казне за робовласништво.
Краљ је трошио много новца на раскош, посебно на краљевски дворац и дарежљив је био према свима, који су за њега радили. Француску академију је ставио под свој патронат и постао њен заштитник. Био је спонзор уметности, књижевности и особа значајних за културу, као што су Молијер, Шарл Лебрин и Жан Батист Лили. За време његове власти и под његовим спонзорством цветала је класична француска књижевност, са таквим писцима, као што је био Молијер, Жан Расин или Жан де Лафонтен, најчувенији француски писац басни. Од сликара био је спонзор Шарла Лебрена, Пјера Мињарa, Андре Ленотрa, Јасент Ригоa. У музици подржавао је музичаре и композиторе попут Жана Батиста Лулија, Жака Шампјона де Шамбонијера и Франсоа Купрена. Жан Батист Лили је основао француску оперу.
Луј XIV је дао да се изгради војни комплекс познат под називом Дом инвалида (фр. Hôtel Les Invalides) да би обезбедио место за војнике и официре који су верно служили у француској војсци, али због повреде или старости постали немоћни. Дом инвалида је често уводио нове начине лечења и постављао је стандарде за примитивне болнице тога времена. Градњу Дома инвалида Луј XIV је поред градње Версајске палате сматрао једним од највећих достигнућа своје власти. Версајска палата је била највећа и најекстравагантнија грађевина у Европи, која је јако много коштала Француску и краља. Поправио је и палату Лувр, као и многе друге краљевске резиденције. Када је планирао да гради додатке палати Лувр унајмио је Ђованија Бернинија као архитекту. Одустао је ипак од тих додатака, јер се морало рушити доста постојеће структуре. Уместо њега одабрао је француског архитекту Клода Перола, по коме се назива Перолово крило Лувра.

## Рат у Холандији
Када му је 1665. умро таст и ујак Филип IV од Шпаније краљ Шпаније је постао Филипов син по другој супрузи Карлос II од Шпаније. Луј XIV је тада захтевао да добије Брабант, територију у Шпанској Низоземској. Позивао се на то што Шпанија није испоштовала Пиринејски мир из 1659. по коме је Лујевој жени Марији Терези требало да буде исплаћен огроман мираз да би се она одрекла права наследства територија шпанске круне. Пошто Шпанија то није испоштовала полагао је прва на Брабант. Марија Тереза је била ћерка из првога Филиповога брака, а Карлос II од Шпаније син из другога Филипова брака. Луј се позивао и на обичаје Брабанта по коме деца из првога брака имају првенство. Из тога спора је произашао Деволуциони рат (1667—1668) између Француске и Шпаније, у коме је Луј лично учествовао.
Луј је настојао да искористи унутрашње проблеме Холандије у којој је трајао сукоб две фракције. Једну је предводио Јохан де Вит, који је тада владао Холандијом, Другу је предводио Вилијам III Орански, који је настојао поново да врати династију Орање-Насау на власт. У исто време Холандија је била у рату са Енглеском у Другом англо-холандском рату. Луј је све то искористио и веома лако је заузео Фландрију и Франш-Конте. Холандија је била шокирана француским успесима, па се помирила са Енглеском. Створила је 1668. Тројну алијансу Холандије, Енглеске и Шведске. Луј је у јануару 1668. ступио у тајне преговоре са аустријским царем, са којим је договорио да ако умре Карлос II од Шпаније да Француска и аустријски цар поделе територије шпанске круне. Због тога тајнога договора, а и због могућности ширења рата са Тројном алијансом Луј је лако пристао на мир. Француска је задржала део Фландрије са Лилом, али је вратила Франш-Конте Шпанији.
Тројна алијанса није била дуга века. Карлос II од Шпаније је 1670. потписао тајни договор из Довера и ушао је у савез са Француском. Француска је 1672. прогласила рат Холандији. Француско-холандски рат био је у почетку рат Француске, Енглеске, Келна и Минстера против Холандије. Французи су брзо окупирали већину Холандије. У Холандији је дошло до државног удара и на власт је дошао Вилијам III Орански уместо Јохана де Вита.
Холанђани су великим поплавама зауставили продор Француза, а холандска флота је победила англо-француску флоту. Вилијам III Орански је склопио мировни споразум 1674. са Енглеском. По том споразуму Вилијам се жени са Мери II. У рат је ушла и Шпанија, па се француска војска морала вратити на положаје повољније за одбрану. Рат се даље наставио блиставим француским победама. Француска је 1674. заузела Франш-Конте, а Велики Конде је победио комбиновану војску Аустријанаца, Холанђана и Шпанаца под командом Вилијама III Оранског. Током зиме 1674-75. Андре Тирен је са бројчано слабијим снагама нанео тежак пораз царској војсци и истерао их из Алзаса. Кроз серију маршева, контранапада при крају рата Луј XIV је предводио војску и опседао је и заузео Гент. Та акција је обесхрабрила Енглезе да се укључе у рат, а омогућила је Французима да присиле противнике да седну за преговарачки сто. Склопљен је 1678. Најмегенски мир. Луј XIV је вратио све заузете холандске територије, али добио је градове и нешто територија у Шпанској Низоземској и задржао је Франш-Конте. Пошто је Луј са позиције много надмоћнијег могао тражити много више, а није тражио његове акције су сматране као пример врлине умерености у победи.
Најмегенски мир је повећао француски утицај у Европи, али није задовољио Луја XIV. Краљ је отпустио свог министра спољњих послова, јер је сматрао да је је овај превише попустио савезницима и био превелики пацифиста. Луј је и даље држао велику стајаћу војску, али је променио начин територијалног ширења. Полагање права на територије више није било чиста војна акција, него је Луј започео правне акције. Пошто су тадашњи споразуми били доста неодређени по својој природи полагао је право не само на територије, које је иначе добио у ранијим мировним споразумима. Почео је да тврди да све те територије заједно са зависним територијама припадају Француској. Француска је добила територије како пише у мировним споразумима, али нису јој предане све зависне територије. Због тога је основао специјални суд, суд о реуједињењима, који је требало да пресудити да ли територије припадају Француској. Суд је увек пресуђивао да територија припада Француској, па би ту територију одмах заузимала француска војска. Анексија тих територија је замишљена да би Француска добила лако брањиву границу, што је била опсесија Вобана. Луј је тражио начин да добије градове попут Луксембурга због стратешке позиције, која је била погодна и за напад и за одбрану крај границе. Посебно га је занимао и Касал, јер је добијао приступ реци По у северној Италији. Осим тога жеља му је била и да добије Стразбур, једну веома значајан стратешки град, преко кога су у претходним ратовима разне царске војске прелазиле Рајну и нападале Француску. Стразбур је био део Алзаса, али није био предан Француској, када је остали део Алзаса Вестфалским миром постао француски. Ипак по Лујевим новим правилима и полузаконским разлозима Француска је 1681. заузела Стразбур. Заузела је и Луксембург и Касале, а те територије су предане Француској на двадесет година Споразумом из Ратисбона.

## На врхунцу моћи 1680-их
До 1680-их Луј XIV је јако ојачао француски утицај и моћ у Европи и свету. Лујев најчувенији министар финансија Жан Батист Колбер је био изузетно значајан за ојачавање француских финансија. Под његовом управом краљевски приходи су постали три пута већи. Владари у Европи почели су да опонашају Луја XIV и његов двор у свему, у уметности, храни и политичком систему. Ван Европе француске колоније су се умножавале у Америци, Азији и Африци, а дипломатски односи су се успостављали и са тако далеким земљама, као што су Сијам, Индија и Персија. Истраживач Робер де Ласал је 1682. слив Мисисипија назвао Луизијана у част краља Луја XIV. Данашња држава САД Луизијана је само део територија те француске Луизијане.
У Француској је Луј успоставио и ојачао утицај краља на рачун цркве и племства. Настојао је и да спроведе галиканизам, доктрину која ограничава утицај папе у Француској. Сазвао је 1681. једну скупштину свештенства, која се распустила тек 1682. кад су пристали на краљеве захтеве и усвојили декларацију, којом је смањен утицај папе у Француској, а повећана моћ краља. Папа по томе није могао слати своје легате у Француску без краљева одобрења. Бискупи нису могли напуштати Француску без краљева одобрења. Нису смели да екскомуницирају ниједнога службеника владе због дела, која је починио вршећи дужност. Нису смели да се жале папи без краљева одобрења. Краљ је одобравао црквене законе, а сви папини прописи сматрали су се неважећим, ако их краљ не одобри.
Луј је постигао велику контролу над другим сталежом, тј. племством. Много вишег племства је привукао у свој круг у версајску палату. Захтевао је од њих да већину године проводе у Версају под његовим надзором, уместо да у својим базама спремају завере и побуне. Био је то за високо племство једини начин да да добију привилегије или пензије, које одговарају њиховом положају. Своје сталне посетиоце је забављао екстравагантним забавама и на друге начине, који су били значајан фактор да Луј контролише дотад непокорно племство. Осим тога краљ је наставио рад кардинала Ришељеа и кардинала Мазарена. На основу искустава из Фронде веровао је да ће његова мођ надвладати само ако високе функције да обичнима људима без племства или бар релативно новијој аристократији. Веровао је да је лако зауставити службеника, који је без племства. Једноставно га отпусти. Ако отпусти државног службеника са високим племством долазе до изражаја велике везе које има такав племић са другим племством. Због свега тога Луј је присилио стару аристократију да му церемонијално служе као дворјани, а он је за министре и регионалне управнике поставио углавном људе без племства или новије племство. Док су били на двору моћ високог племства је слабила. Слабљење њихове моћи се најбоље види изостанком побуна попут Фронде.
Победа круне над племством, коју је коначно постигао Луј XIV осигурала је да Француска нема великих грађанских ратова након Фронде све до Француске револуције. Џон Лин је израчунавао колико је година у којој епохи Француска имала грађанских ратова. Од 1560 до 1660. Француска је имала 50 година грађанских ратова. Од 1661 до 1715. било је 6 година грађанских ратова. Од 1715. до Француске револуције није било грађанских ратова.
Версајски дворац је најпре био ловачка кућа ван Париза, коју је саградио Лујев отац. Луј је то претворио у спектакуларан краљевски дворац у серији од четири велике кампање градње. При крају треће градитељске кампање дворац је добио већину свога данашњег изгледа. Краљевску капелу је саградио у последњој декади своје владавине. Службено се преселио са краљевским двором 6. маја 1682. Луј је имао неколико разлога да створи такав симбол екстраваганције и државне величанствености и да премести седиште краља. Постојале су тврдње да је то учинио, јер је мрзио Париз, али слабост тих тврдњи се огледа у томе да је изградио велики број величанствених споменика у Паризу и да је развијао и поправљао Париз. Версај је служио као сјајно и страхопоштовања вредно место за државне послове и за пријем страних државника и ту се пажња није скретала на град и људе, него на самог краља. Дворски живот је био окренут величанствености. Дворјани су живели у претераном луксузу, били су обучени са одговарајућом величанственошћу и стално су присуствовали баловима, вечерама, представама и прославама. Многи племићи су уместо да стварају невоље у својим базама тражили част да ручају за краљевским столом или за привилегију да носе свећу када краљ иде у своју собу на спавање.
До 1685. Луј XIV је био на врхунцу моћи. Један од главних противника Француске било је Свето римско царство, које је од 1683. било у рату са Османским царством (1683—1699). Турци су 1683. опседали Беч. Беч је спасио Јан III Собјески, који је предводио пољске, немачке и аустријске снаге у победио је Турке 1683. У међувремену Луј XIV је Споразумом из Ратибона добио контролу над новим територијама, укључујући Луксембург и Стразбур. Након одбране Беча Свето римско царство више није било у тако великој опасности, али цар није ни покушао да поврати територије, које је анектирао Луј XIV. Ђенова је помагала Шпанију и давала им бродове. Французи су због тога казнили Ђенову гранатирањем Ђенове са мора. Након тога дужд Ђенове је 1685. склопио мир са Француском.
Марија Тереза, супруга Луја XIV умрла је 1683. Иако се каже да је обављао брачне дужност сваке вечери није јој био веран дуго након венчања. Имао је више љубавница: Лујза де Лавлијер, Мадам де Монтеспан и Анжелик де Фонтање. Имао је више незаконите деце, који су се касније женили са личностима високог педигреа, чак и унутар грана саме краљевске породице. Многи наследници нелегитимних краљевских грана ће полагати права на високе положаје током следећег века. Луј је био много вернији својој другој супрузи маркизи де Ментнон. Брак Луја и маркизе Ментнон склопљен је тајно 1685. То је пример морганатског брака. Мадам Ментнон раније је била протестанткиња и прешла је на католицизам. Раније се веровало да је била заслужна за прогон протестаната и да је наговорила краља да повуче Нантски едикт из 1598, који је гарантовао верске слободе за хугеноте.
Сада није сигурно да је она заслужна за те догађаје. Сам Луј је подржавао такав план. Веровао је као и остатак Европе да се национално јединство треба постићи преко религиозног јединства нације. То је било садржано у принципу „чија је земља, онога је и вера“ (лат. cuius regio eius religio), чиме је била дефинисана верска политика у Европи након Аугзбуршког мира 1555. Луј је започео кажњавање хугенота смештањем војника по њиховим кућама. Била је то казна иако теоретски у оквирима његових феудалних права. Луј је наставио са својим покушајем да у Француској постоји само једна вера. Најпре је издао едикт у марту 1685. Тим едиктом су протерани Јевреји из француских колонија. Забрањена је јавна служба свих вера сем католичке. Издао је октобра 1685. едикт из Фонтенблоа, којим је поништио Нантски едикт. Сви протестантски свештеници морају прећи на католицизам, или напустити Француску. Луј је наредио рушење хугенотски цркви и затварање протестантских школа. Сву децу протестантских бракова морају крстити католички свештеници. Забрањена је јавна одржавање протестантских обреда. Не забрањује се сама вера, али се забрањује свака јавна служба те вере. Велики број хугенота је напустио Француску. Око 200.000 хугенота је напустило Француску. Едикт је био економски јако штетан за Француску, јер је земљу напустио велики број вештих занатлија. Тај едикт је јавност одушевљено дочекала, а један од Лујевих генерала Вобан је осудио те мере.

## Аугсбуршки савез и Рат Велике алијансе
Поништење, тј. опозив Нантског едикта имао је шире политичке и дипломатске последице. Тај потез је изазвао антифранцуско расположење у протестантским земљама. Током 1686. католички и протестантски владари формирали су Аугзбуршки савез као одбрамбени савез да би се одбранила граница у Порајњу. У тој коалицији био је и цар Светог римског царства и неколико немачких држава, од којих су најзначајније биле Палатинат, Баварска и Бранденбург. Савезу су се придружили Холандија, Шпанија и Шведска.
Луј XIV је 1688. поставио ултиматум немачким владарима да ратификују Споразум из Ратисбона и да потврде и признају француско поседовање анектираних територија. Осим тога захтевао је и да признају палатинско наслеђе палатинске кнегиње Елизабете Шарлоте, која се удала за млађег брата Луја XIV. Када је 1685. умро Елизабетин брат, палатински кнез изборник није Елизабета добила круну, него млађи огранак породице. Када је истекао ултиматум Француска је извршила инвазију. Циљ инвазије је био да се примени притисак да Палатинат напусти Аугзбуршки савез и да се тако ослаби.
Акција Луја XIV ујединила је немачке кнежеве изборнике и цара. Луј XIV је очекивао да ће Енглеска под католичким краљем Џејмсом II остати неутрална. Међутим Џејмс II је свргнут 1688, а Вилијам III Орански и Мери II су након Славне револуције постали краљеви Енглеске. Вилијам III Орански је од раније био велики непријатељ Луја XIV, па је увукао Енглеску у Аугзбуршки савез и од тада је тај савез познат по имену Велика алијанса.
Рат Велике алијансе (1688—1697) одвијао се повољно по Француску. Војска Светог римског царства није се показала довољно ефикасна, кер се већина војске борила на другом фронту против Османског царства. Због тога је Француска могла да ређа победе у Фландрији у долини Рајне и у Италији и Шпанији на југу. Француска је побеђивала и на морима и у колонијама. Луј XIV је помагао Џејмсу II у његовом положају да поново преузме енглеску круну. Међутим Џејмс II се није показао довољно успешан. Изгубио је и последње ирско упориште годину дана након пораза у бици на Бојну 1690. Након победе у Ирској Вилијам III Орански је могао да се спреми за рат на континенту против Француске. Ипак иако је Велика алијанса обухватала много држава у савезу и рату против Француске француска војска је побеђивала. Под заповедништвом војводе од Луксембурга француска војска је у Фландрији смлатила савезничке војске у бици код Флера 1690. Савезничке снаге су тешко поражене и у бици код Стинкирка 1692. и у бици код Ландена 1693. Под командом самога краља Луја XIV француска војска је заузела Монс 1691. и дотад неосвојиву тврђаву Намир 1692. Након победе код Ландена војвода од Луксембурга је заузео Шарлроа 1693. и на тај начин Француска је добила јаку предњу линију одбране.
У бици код Марсаље и бици код Стафарда Француска је победила савезничке снаге Виктора Амадеуса, војводе од Савоја. Француска војска је прегазила Савој, тако да је војводи од Савоја остала само мала територија око Торина. Уз Пиринеје битка код Тера омогућила је Французима да продру у Каталонију. Французи су победили у поморској бици код Бичи Хеда 1690. Међутим англо-холандска флота је остварила велику победу у бици код Барфлера и Ла Хуга 1692. Енглези су остварили надмоћ, али нису могли потпуно да победе француску морнарицу. Рат се настављао још неколико година све до великог преокрета, када је војвода од Савоја потписао 1696. сепаратни мир са Француском. Заједнички са Французима се удружио у покушају заузимања Миланског војводства. Сепаратни мир са Савојем омогућио је француској војсци да пошаље појачања на друге фронтове. Тако је 1697. француска војска заузела Барселону.
Рат Велике алијансе окончао се споразумом у Рисвику 1697. Луј је предао Луксембург и друге територије, које је реуједињењима заузео након рата са Холандијом 1679. Међутим задржао је Стразбур, осигуравајући Рајну као границу Француске и Светог римског царства. Луј је добио Хаити, а враћени су му Пондишери и Аркадија. Француски краљ је морао да призна Вилијама III од Енглеске за краља Енглеске, Шкотске и Ирске. Обавезао се да више неће помагати Џејмса II. У исто време за финансијску компензацију одрекао се интервенције за електора Келна и полагање права на палатинско наслеђе. Осигурао је распад Велике алијансе манипулишући њиховим међусобним сумњичењима и ривалитетима. Поделио је своје непријатеље тако да ниједна држава није била довољно јака да се бори против Француске. Шпанија је добила натраг Каталонију и неке територије, које је раније била изгубила у Шпанској Низоземској. Луј је вратио и Лорену војводи од Лорене, али по том споразуму француска војска је имала права да увек прође кроз Лорену. Холанђанима је дозвољено да постављају своје гарнизоне у тврђаве Шпанске Холандије, да би се одбранили од француске агресије.
Та великодушност Луја XIV као победника у рату сматрана је уступком Луја XIV Шпанији да би потакао профранцуске осећаје, који би могли навести Карлоса II да за свога наследника изабере Филипа од Анжуја, Лујевога унука. Француска је била јако утицајна у Европи у то време да је Луј понудио свога рођака Франсоа Луја Бурбона да буде изабран уа пољског краља. Пољски сејм га је прогласио за краља. Међутим Франсоа Луј Бурбон је каснио у Пољску да полаже право на пољску круну, па је то омогућило да се окруни његов ривал Август II Силни.

## Рат за шпанско наслеђе
Након окончања Рата Велике алијансе Европом је доминирало питање наслеђа шпанске круне. Шпански краљ Карлос II од Шпаније није могао да има деце. Карлос II од Шпаније је владао не само Шпанијом, него и Напуљем, Сицилијом, Миланским војводством, Шпанском Низоземском и великим колонијалним царством, укупно око 22 различите земље.
Право на шпанско наслеђе полагали су Француска и Аустрија. Француски кандидат је био Филип, војвода од Анжуја, каснији шпански краљ Филип V од Шпаније. Војвода од Анжуја је био унук Луја XIV и Марије Терезе. Марија Тереза је била сестра Карлоса II од Шпаније. Једина препрека француском кандидату је било своједобно одрицање од шпанског наслеђа. Међутим одрицање Марије Терезе правно је било ништавно, јер Шпанија није исплатила њен мираз. С друге стране, надвојвода Карло, који је касније постао Карло VI, цар Светог римског царства је био син Леополда I Хабзбуршког и унук Марије Ане од Шпаније, која је била најмлађа ћерка Филипа III од Шпаније.
Многе европске силе су се бојале да ако се Француска или Аустрија домогну шпанског наслеђа да ће то битно нарушити равнотежу снага у Европи. Холандија и Енглеска су се залагале за трећег кандидата, баварског кнеза изборника Јозефа Фердинанда од Баварске, који је био унук Леополда I и његове прве жене Маргарете Терезе од Шпаније. Маргарета Тереза је била млађа ћерка Филипа IV од Шпаније и сестра Карлоса II од Шпаније и Марије Терезе. По првом споразуму о подели пао је договор да баварски војвода наследи Шпанију, а да се територије у Италији и Шпанска Низоземска поделе између Француске и Аустрије. Шпанија није била консултована приликом тога договора о подели и одупирала се распарчавању царства. Шпански двор је инсистирао на очувању целовитости шпанског царства. Када је Карлос II од Шпаније сазнао за договор о подели 1698. он је одредио Јозефа Фердинанда од Баварске за наследника целог шпанског царства.
Међутим питање наследства се поново отворило, јер је 1699. Јозеф Фердинанда од Баварске умро од великих богиња. Интерес шпанског двора да се одржи шпанско царство у целини могао се остварити само ако се цело царство преда Бурбонима или Хабзбурговцима. Под притиском своје немачке супруге Карлос II се одлучио за надвојводу Карла. Луј XIV и Вилијам III од Енглеске су не консултујући Шпанију због тога потписали други споразум о подели, који би омогућио да надвојвода Карло преузме Шпанију, Шпанску Холандију и шпанске колоније. Лујев старији син дофен би наследио територије у Италији. При томе би Француска узела Лорену, а војводи од Лорене дала Миланско војводство.
Карлос II је 1700. пред своју смрт тражио начин да спречи уједињење Шпаније са било Француском било Светим римским царством. Сматрао је да је Француска способнија да одржи шпанско царство на окупу. Цело шпанско царство је по Карлосовој вољи требало да буде предано Лујевом унуку, односно дофеновом млађем сину Филипу, војводи од Анжуја. У случају одбијања или немогућности да ступи на престо следећи на реду би био трећи дофенов син Шарл, војвода од Берија. Ако и он одбије тада се круна нуди надвојводи Карлу, а после тога кући Савој.
Луј се суочавао са тешким избором. Или да пристане на поделу и на мир у Европи или да прихвати шпанско наслеђе, али да окрене све у Европи против Француске. Луј је најпре уверавао Вилијама III да ће се држати претходнога договора о подели. Касније је Колбер од Торција уверавао да чак ако Француска одустане од шпанског наслеђа и прихвати поделу да и тада следи рат са Аустријом. У случају спровођења поделе Вилијам III неће помагати Француску у рату, који уследи, јер је Вилијам рекао да је тај договор о подели радио да би избегао рат. Пошто је закључио да је неминован рат Луј се одлучио за прихвати цело шпанско наслеђе. Када је Карлос II од Шпаније умро 1. новембра 1700. Филип од Анжуја постао је краљ Шпаније као Филип V од Шпаније.
Лујеви противници су нерадо признали Филипа V од Шпаније, а сам Луј XIV је повукао неколико непромишљених потеза. Луј је добио од Шпаније асијенто, тј дозволу да продаје робове шпанским колонијама. Тај потез је могао имати тешке последице за британску трговину робовима. Осим тога након смрти Џејмса II Луј је престао да признаје Вилијама III краљем Енглеске. Осим тога послао је војску у Шпанску Низоземску да осигура лојалност Шпанске Низоземске Филипу V. Холандска војска је морала напустити шпанске тврђаве, где је била по претходном мировном споразуму као заштита од могуће француске агресије. Сви ти Лујеви поступци изазвали су Енглеску и Холандију. Због свега тога створена је Друга Велика алијанса, у којој су били
Велика Британија, Уједињене провинције, цар и многе мале државице унутар Светог римског царства. Француска дипломатија је успела осигурати савезнике Баварску, Португал и Савоју.
Уследио је Рат за шпанско наслеђе. Рат је започео царском агресијом у Италији и пре службене објаве рата. Француска је имала успеха на почетку рата тако да су замало заузели Беч. Међутим рат је преокренула победа војводе од Молбороа и Еугена Савојског у бици код Блиндхајма 13. августа 1704. Уследили су и други француски порази као у бици код Рамијеа, бици код Торина и бици код Уднара. Разбијен је мит о француској непобедивости. Војни порази, глади и растући дуг натерали су Француску у дефанзивну позицију. Баварска, која је била француски савезник је изашла из рата и била је деломично подељена између Палатината и Аустрије. Максимилијан II Емануел је био присиљен да бежи из Баварске. Португал и Савоја су исто тако пребегли на противничку страну. Рат је постао прескуп за Луја XIV. После пораза код Рамијеа и Уднара француско-шпанска војска је истерана из Шпанске Низоземске. После Битке код Торина француска војска се повукла и из Италије. До 1709. Француска је била јако ослабљена и Луј XIV је био спреман да моли за мир под сваку цену, чак и да врати све територије заузете након Вестфалског мира. Савезници су Француској понудили неприхватљиве услове: да ако Филип не напусти Шпанију за два месеца француска војска помогне његово избацивање. Француски краљ није могао да прихвати овакве услове: „Ако морам да се и даље борим биће то са мојим непријатељима а не против моје деце.“
Постало је јасно да Француска не може задржати цело шпанско наслеђе, али постало је и јасно да противници не могу да збаце Филипа V од Шпаније. То је постало јасно након француско-шпанских победа у бици код Алмансе 1707, бици код Вилависиосе 1710. и битке код Бривеге 1710. Савезници су на тај начин истерани из средишњих шпанских провинција. Битка код Малплака 1709. показала је да није лако победити Французе. Иако су савезници добили ту битку, била је превелика цена победе. Изгубили су 25.000 војника или дупло више од Француза, које је предводио војвода од Вилара. Војвода од Вилара је предводио француску војску и у бици код Денена 1712. и тада је преокренуо рат одлучујућом победом над савезницима под командом Еугена Савојског. Французи су тада повратили нешто изгубљених територија.
Када је 1711. умро Јозеф I, цар Светог римског царства, који је 1705. наследио Леополда I, дошло је до могућности да надвојвода Карло влада огромним царством у случају победе Аустрије. За Велику Британију је и та могућност била једнако непожељна као што је била непожељна унија Француске и Шпаније. Велика Британија и Француска су због тога започеле мировне преговоре. Луј и Филип V су склопили мир са Великом Британијом и Холандијом. Потписан је споразум у Утрехту 1713. Споразум у Раштату склопљен је 6. марта 1714. године са царем. Између споразума у Утрехту и споразума у Раштату Луј је заузео Ландау и Фрајбург, па је преговарао са много боље позиције. По мировним споразумима Филип V је признат за краља Шпаније и шпанских колонија. Шпанске територије у Италији и Шпанској Низоземској поделили су Аустрија и Савој. Велика Британија је добила Гибралтар и Минорку. Луј се сложио да не подржава претензије Стјуарта на британски престо. Француска је морала предати Енглеској своје колоније Њуфаундленд, Рупертову земљу и Акадију. Могла је задржати Острво Принца Едварда. Француској су враћене све територије, које је изгубила у Шпанској Низоземској. Добила је и планинске прелазе на Алпима. Француска је успела да заштити и своје савезнике тако да је рестауриран Максимилијан II Емануел у Баварској и враћене су му територије.

## Смрт
Луј XIV је умро 1. септембра 1715. од гангрене, неколико дана пре свог седамдесет и седмог рођендана. Његово тело лежало је у базилици Сен Дени, у предграђу Париза. Владао је 72 године, што је био период најдуже власти забележен у Европи. Готово сва Лујева законска деца умрла су током детињства. Једини, који је доживео да одрасте био је најстарији син Луј Велики Дофен. Луј Велики Дофен је умро 1711, а иза њега је остало троје деце. Најстарији син Великог Дофена Луј Дофен, војвода од Бургундије умро је 1712. Средњи син је постао краљ Шпаније Филип V од Шпаније.
Најмлађи син великог Дофена умро је 1714. Луј Дофен, војвода од Бургундије имао је троје деце. Најстарије је умрло 1705, средње 1712. Најмлађе дете Луја Дофена, војводе од Бургундије родило се 1710. Био је то Луј XV, који је након смрти прадеде, Луја XIV, наследио трон. Имао је тада пет година.
Луј XIV је за живота настојао да ограничи моћ Филипа II, војводе од Орлеана, који је после смрти Луја XIV као најближи рођак постао регент Луја XV. Луј XIV је настојао да део власти да Лују Августу Бурбону свом незаконитом сину са Мадам де Монтеспан. Створио је регентско веће и осигурао је да Луј Август Бурбон постане надзорник образовања младог краља и командант краљевске гарде. Филип II, војводе од Орлеана је након смрти Луја XIV подмитио чланове парламента дајући им одређене повластице, које су годинама узалудно тражили од Луја XIV. Парламент је заузврат поништио краљев тестамент, а Луја Августа Бурбона су скинули са листе принчева краљевске крви. На тај начин Филип II, војводе од Орлеана је осигурао своју позицију регента.

## Закључци
Луј XIV је поставио члана династије Бурбона на трон Шпаније и на тај начин је окончао вековну претњу и опасност из тога дела Европе. Династија Бурбона је задржала круну Шпаније током 18. века, а касније у 19. веку неколико пута Бурбони су били збачени, па су поново успостављали власт у Шпанији. До данашњег дана шпански краљеви су потомци Луја XIV.
Лујеви бројни ратови и скупе палате и дворци доводили су Француску до банкрота, од кога би се ипак опоравила за неколико година. Због тога је морао јаче опорезивати сељаке и задуживати државу код разних финансијера. Племство и свештенство је било изузето од плаћања пореза. Мора се нагласити да није земља у целини била сиромашна, него држава није имала довољно средстава. Француска је у целини гледајући била богата и напредна земља.
Луј је ојачао моћ круне у односу на феудалну елиту и то је означило почетак модерне државе, а Француску је поставио на надмоћно и истакнуто место у Европи. Француска се проширила за десет нових провинција и проширила је своје прекоморско царство. Француска је проширила свој културни и језички утицај широм Европе. Луј је успевао да тријумфује и у таквим ситуацијама кад је против Француске ратовало неколико великих савеза држава у Европи. Тада је проширивао територије Француске, њен моћ и утицај. Због војних победа и културних достигнућа, Европа се дивила Француској, њеној култури, храни, начину живота. Француски језик је постао главни језик за целу европску елиту све до Русије. Разни немачки кнежеви настојали су да опонашају версајски начин живота у раскоши. Просветитељска Европа је Лујеву владавину сматрала примером просветитељске владавине. Немачки филозоф Лајбниц називао га је једним од највећих краљева који су икад постојали. Због енергичног залагања за француску величину, Луј је постао познат као „Краљ Сунце“ или „Велики монарх“. Волтер га је поредио са Октавијаном Августом и његову владавину је називао „доба, које ће се вечно памтити“. Називао је и „Доба Луја XIV" или „Велики век"(фр. Le Grand Siècle). Познат је и по фрази „Држава, то сам ја“.

## У популарној култури
Александар Дима је написао низ од три романа Дартањанове романсе, која се састоји од Три мускетара, После двадесет година и Виконт де Брагелон.
Виконт де Брагелон је разбијен на три или четири тома. У том роману приказан је наводни близанац Луја XIV, који покушава да свргне краља. Филм Гвоздена маска снимљен је 1929. према том роману. Филм је касније сниман неколико пута 1939,1977 и 1998. по истом роману.
Луј XIV је приказан у филму Вател. У том филму Велики Конде га позива у дворац и покушава да га импресионира да би добио задатак да предводи војску у рату против Холандије.

## Породично стабло
|  |                                                   |  |  |  |  |  |  |  |  |  |  |  |  |  |  |  |
|  | 16. Шарл, војвода од Вендома                      |  |  |  |  |  |  |  |  |  |  |  |  |  |  |  |
|  |                                                   |  |  |  |  |  |  |  |  |  |  |  |  |  |  |  |
|  |                                                   |  |  |  |  |  |  |  |  |  |  |  |  |  |  |  |
|  | 8. Антонио Бурбонски                              |  |  |  |  |  |  |  |  |  |  |  |  |  |  |  |
|  |                                                   |  |  |  |  |  |  |  |  |  |  |  |  |  |  |  |
|  |                                                   |  |  |  |  |  |  |  |  |  |  |  |  |  |  |  |
|  | 17. Франсоаза д'Алансон                           |  |  |  |  |  |  |  |  |  |  |  |  |  |  |  |
|  |                                                   |  |  |  |  |  |  |  |  |  |  |  |  |  |  |  |
|  |                                                   |  |  |  |  |  |  |  |  |  |  |  |  |  |  |  |
|  | 4. Анри IV                                        |  |  |  |  |  |  |  |  |  |  |  |  |  |  |  |
|  |                                                   |  |  |  |  |  |  |  |  |  |  |  |  |  |  |  |
|  |                                                   |  |  |  |  |  |  |  |  |  |  |  |  |  |  |  |
|  | 18. Енрике II од Наваре                           |  |  |  |  |  |  |  |  |  |  |  |  |  |  |  |
|  |                                                   |  |  |  |  |  |  |  |  |  |  |  |  |  |  |  |
|  |                                                   |  |  |  |  |  |  |  |  |  |  |  |  |  |  |  |
|  | 9. Хуана III од Наваре                            |  |  |  |  |  |  |  |  |  |  |  |  |  |  |  |
|  |                                                   |  |  |  |  |  |  |  |  |  |  |  |  |  |  |  |
|  |                                                   |  |  |  |  |  |  |  |  |  |  |  |  |  |  |  |
|  | 19. Маргарета од Наваре                           |  |  |  |  |  |  |  |  |  |  |  |  |  |  |  |
|  |                                                   |  |  |  |  |  |  |  |  |  |  |  |  |  |  |  |
|  |                                                   |  |  |  |  |  |  |  |  |  |  |  |  |  |  |  |
|  | 2. Луј XIII                                       |  |  |  |  |  |  |  |  |  |  |  |  |  |  |  |
|  |                                                   |  |  |  |  |  |  |  |  |  |  |  |  |  |  |  |
|  |                                                   |  |  |  |  |  |  |  |  |  |  |  |  |  |  |  |
|  | 20. Козимо I Медичи                               |  |  |  |  |  |  |  |  |  |  |  |  |  |  |  |
|  |                                                   |  |  |  |  |  |  |  |  |  |  |  |  |  |  |  |
|  |                                                   |  |  |  |  |  |  |  |  |  |  |  |  |  |  |  |
|  | 10. Франческо I Медичи                            |  |  |  |  |  |  |  |  |  |  |  |  |  |  |  |
|  |                                                   |  |  |  |  |  |  |  |  |  |  |  |  |  |  |  |
|  |                                                   |  |  |  |  |  |  |  |  |  |  |  |  |  |  |  |
|  | 21. Елеонора од Толеда                            |  |  |  |  |  |  |  |  |  |  |  |  |  |  |  |
|  |                                                   |  |  |  |  |  |  |  |  |  |  |  |  |  |  |  |
|  |                                                   |  |  |  |  |  |  |  |  |  |  |  |  |  |  |  |
|  | 5. Марија Медичи                                  |  |  |  |  |  |  |  |  |  |  |  |  |  |  |  |
|  |                                                   |  |  |  |  |  |  |  |  |  |  |  |  |  |  |  |
|  |                                                   |  |  |  |  |  |  |  |  |  |  |  |  |  |  |  |
|  | 22. Фердинанд I, цар Светог римског царства       |  |  |  |  |  |  |  |  |  |  |  |  |  |  |  |
|  |                                                   |  |  |  |  |  |  |  |  |  |  |  |  |  |  |  |
|  |                                                   |  |  |  |  |  |  |  |  |  |  |  |  |  |  |  |
|  | 11. Јохана од Аустрије                            |  |  |  |  |  |  |  |  |  |  |  |  |  |  |  |
|  |                                                   |  |  |  |  |  |  |  |  |  |  |  |  |  |  |  |
|  |                                                   |  |  |  |  |  |  |  |  |  |  |  |  |  |  |  |
|  | 23. Ана од Чешке и Угарске                        |  |  |  |  |  |  |  |  |  |  |  |  |  |  |  |
|  |                                                   |  |  |  |  |  |  |  |  |  |  |  |  |  |  |  |
|  |                                                   |  |  |  |  |  |  |  |  |  |  |  |  |  |  |  |
|  | 1. Луј XIV                                        |  |  |  |  |  |  |  |  |  |  |  |  |  |  |  |
|  |                                                   |  |  |  |  |  |  |  |  |  |  |  |  |  |  |  |
|  |                                                   |  |  |  |  |  |  |  |  |  |  |  |  |  |  |  |
|  | 24. Карло V, цар Светог римског царства           |  |  |  |  |  |  |  |  |  |  |  |  |  |  |  |
|  |                                                   |  |  |  |  |  |  |  |  |  |  |  |  |  |  |  |
|  |                                                   |  |  |  |  |  |  |  |  |  |  |  |  |  |  |  |
|  | 12. Филип II од Шпаније                           |  |  |  |  |  |  |  |  |  |  |  |  |  |  |  |
|  |                                                   |  |  |  |  |  |  |  |  |  |  |  |  |  |  |  |
|  |                                                   |  |  |  |  |  |  |  |  |  |  |  |  |  |  |  |
|  | 25. Изабела од Португала                          |  |  |  |  |  |  |  |  |  |  |  |  |  |  |  |
|  |                                                   |  |  |  |  |  |  |  |  |  |  |  |  |  |  |  |
|  |                                                   |  |  |  |  |  |  |  |  |  |  |  |  |  |  |  |
|  | 6. Филип III од Шпаније                           |  |  |  |  |  |  |  |  |  |  |  |  |  |  |  |
|  |                                                   |  |  |  |  |  |  |  |  |  |  |  |  |  |  |  |
|  |                                                   |  |  |  |  |  |  |  |  |  |  |  |  |  |  |  |
|  | 26. Максимилијан II, цар Светог римског царства   |  |  |  |  |  |  |  |  |  |  |  |  |  |  |  |
|  |                                                   |  |  |  |  |  |  |  |  |  |  |  |  |  |  |  |
|  |                                                   |  |  |  |  |  |  |  |  |  |  |  |  |  |  |  |
|  | 13. Ана од Аустрије                               |  |  |  |  |  |  |  |  |  |  |  |  |  |  |  |
|  |                                                   |  |  |  |  |  |  |  |  |  |  |  |  |  |  |  |
|  |                                                   |  |  |  |  |  |  |  |  |  |  |  |  |  |  |  |
|  | 27. Марија од Шпаније                             |  |  |  |  |  |  |  |  |  |  |  |  |  |  |  |
|  |                                                   |  |  |  |  |  |  |  |  |  |  |  |  |  |  |  |
|  |                                                   |  |  |  |  |  |  |  |  |  |  |  |  |  |  |  |
|  | 3. Ана од Аустрије                                |  |  |  |  |  |  |  |  |  |  |  |  |  |  |  |
|  |                                                   |  |  |  |  |  |  |  |  |  |  |  |  |  |  |  |
|  |                                                   |  |  |  |  |  |  |  |  |  |  |  |  |  |  |  |
|  | 28. Фердинанд I, цар Светог римског царства (=22) |  |  |  |  |  |  |  |  |  |  |  |  |  |  |  |
|  |                                                   |  |  |  |  |  |  |  |  |  |  |  |  |  |  |  |
|  |                                                   |  |  |  |  |  |  |  |  |  |  |  |  |  |  |  |
|  | 14. Карл II Штајерски                             |  |  |  |  |  |  |  |  |  |  |  |  |  |  |  |
|  |                                                   |  |  |  |  |  |  |  |  |  |  |  |  |  |  |  |
|  |                                                   |  |  |  |  |  |  |  |  |  |  |  |  |  |  |  |
|  | 29. Ана од Чешке и Угарске (=23)                  |  |  |  |  |  |  |  |  |  |  |  |  |  |  |  |
|  |                                                   |  |  |  |  |  |  |  |  |  |  |  |  |  |  |  |
|  |                                                   |  |  |  |  |  |  |  |  |  |  |  |  |  |  |  |
|  | 7. Маргарета од Аустрије                          |  |  |  |  |  |  |  |  |  |  |  |  |  |  |  |
|  |                                                   |  |  |  |  |  |  |  |  |  |  |  |  |  |  |  |
|  |                                                   |  |  |  |  |  |  |  |  |  |  |  |  |  |  |  |
|  | 30. Алберт V Баварски                             |  |  |  |  |  |  |  |  |  |  |  |  |  |  |  |
|  |                                                   |  |  |  |  |  |  |  |  |  |  |  |  |  |  |  |
|  |                                                   |  |  |  |  |  |  |  |  |  |  |  |  |  |  |  |
|  | 15. Марија Ана од Баварске                        |  |  |  |  |  |  |  |  |  |  |  |  |  |  |  |
|  |                                                   |  |  |  |  |  |  |  |  |  |  |  |  |  |  |  |
|  |                                                   |  |  |  |  |  |  |  |  |  |  |  |  |  |  |  |
|  | 31. Ана од Аустрије                               |  |  |  |  |  |  |  |  |  |  |  |  |  |  |  |
|  |                                                   |  |  |  |  |  |  |  |  |  |  |  |  |  |  |  |
|  |                                                   |  |  |  |  |  |  |  |  |  |  |  |  |  |  |  |